# I Love You Dude
I Love You, Dude è il secondo album studio del duo elettronico tedesco Digitalism, uscito in Germania il 17 giugno 2011 per la V2 Records.
I singoli estratti sono 2 Hearts, Blitz (pubblicato l'anno precedente come EP) e Forrest Gump, composto in collaborazione telematica con Julian Casablancas, cantante degli The Strokes.
Inoltre la canzone Circles è presente nella colonna sonora di FIFA 12.

## Tracce
1. Stratosphere – 3:00
2. 2 Hearts – 3:56
3. Circles – 3:56
4. Blitz – 4:17
5. Forrest Gump – 3:33
6. Reeperbahn – 3:52
7. Antibiotics – 3:58
8. Justin Gazin – 3:31
9. Miami Showdown – 3:25
10. Encore – 4:19